# Iridium(III)-hydroxid
Iridium(III)-hydroxid ist eine chemische Verbindung des Iridiums aus der Gruppe der Hydroxide.

## Gewinnung und Darstellung
Aus Iridium(III)-chloridlösungen erhält man mit Alkalilauge das grünliche, bei Erhitzung schwarzes Iridium(III)-hydroxid, das an Luft leicht zu blauem vierwertigem Oxid oxidiert.